# Tachaea tonlesapensis
Tachaea tonlesapensis är en kräftdjursart som beskrevs av Nunomura 2006D. Tachaea tonlesapensis ingår i släktet Tachaea och familjen Corallanidae. Inga underarter finns listade i Catalogue of Life.